# Anna Lena Graff
Anna Lena Graff (* 13. März 1985 in Hamburg) ist eine deutsche Schauspielerin.

## Leben
Anna Lena Graff absolvierte ihre künstlerische Ausbildung von 2008 bis 2011 am renommierten Hamburger Schauspiel-Studio Frese. Seitdem ist sie immer wieder Gast an der Niederdeutschen Bühne Neumünster und am Ohnsorg-Theater. In Hamburg spielte sie unter anderem in bekannten Stücken wie Opa warrt verköfft (Regie: Wilfried Dziallas) oder Charleys Tante (Regie: Folker Bohnet).
Gelegentlich dreht Graff auch für das Fernsehen und ist in Episodenrollen verschiedener Serienformate zu sehen. Sie lebt in Hamburg.

## Filmografie (Auswahl)
- 2012: Witte Pracht (Aufzeichnung aus dem Ohnsorg-Theater)
- 2016: Leere Stadt
- 2017: Großstadtrevier – Neuanfänge
- 2019: Die Pfefferkörner – Glaubensfragen
- 2019: Eine fremde Tochter
- 2020: Die Küstenpiloten – Kleine Schwester, großer Bruder
- 2021: Ruhe! Hier stirbt Lothar